# Перукарня

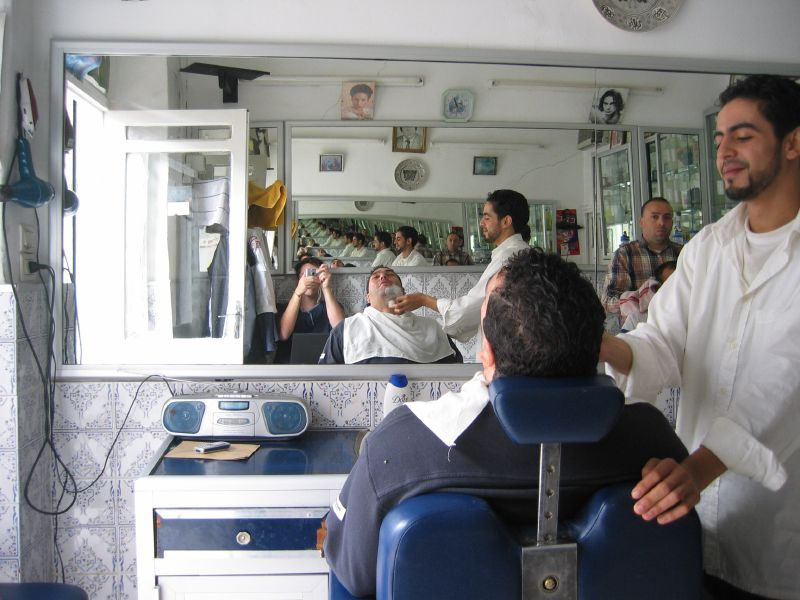
В перукарні

Перука́рня, заст. циру́льня — це підприємство, що займається наданням послуг для населення з догляду за волоссям (стрижка, завивка, створення зачіски, забарвлення, мелірування, балаяж та інші види робіт з барвниками, гоління і стрижка борід і вусів та ін.) в обладнаному спеціально для цього приміщенні. Як правило, перукарні додатково надають такі види послуг: манікюр, педикюр, косметичні послуги і послуги візажиста. У теперішній час в перукарні можна отримати послуги косметолога і скористатись солярієм.
Перукарні, згідно з діючим стандартам, залежно від асортименту і якості надаваних послуг, бувають таких видів:
- перукарня;
- перукарня-салон;
- перукарня-люкс.

Фахівці, що працюють в перукарні, називаються перукарями.
Перукарні, що надають послуги з гоління, стрижки бороди і вусів, зараз називаються барбершопами (від англ. barbershop — «чоловіча перукарня, голярня»).